# Hans Enoksen
Hans Enoksen (Itilleq, Groenlandia, 7 de agosto de 1956) es un político groenlandés elegido como el cuarto primer ministro de Groenlandia entre 2002 y 2009. Fue elegido para el cargo el 14 de diciembre de 2002. También fue el líder del partido político Siumut, hasta su derrota en los comicios de 2009.
Antes de ser primer ministro, Enoksen fue titular del Ministerio de Pesca, Caza y Establecimientos.
Fue sucedido por Kuupik Kleist.
- Datos: Q310653
- Multimedia: Hans Enoksen / Q310653